# Mehmet Altıparmak
Mehmet Altıparmak (* 1. Mai 1969 in Ankara) ist ein ehemaliger türkischer Fußballspieler und heutiger -trainer.

## Spielerkarriere
Altıparmak begann mit seiner Profikarriere 1989 beim Erstligisten Gençlerbirliği Ankara. Während seiner ersten Saison kam er sporadisch zu Spieleinsätzen und eroberte sich gegen Saisonende einen Stammplatz. In den nächsten drei Spielzeiten gehörte er zu den ständigen Mitgliedern der Stammelf. Die Saison 1993/94 begann er bei Gençlerbirliği, wurde aber im Oktober 1993 bis zum Saisonende an den Stadtrivalen und damaligen Zweitligisten Petrol Ofisi SK ausgeliehen. Bei Petrol Ofisi gelang ihm auf Anhieb der Sprung in die Stammelf. So absolvierte er bis zum Saisonende 29 Ligaspiele, in denen er als Mittelfeldspieler zwölf Tore erzielte. Mit dieser Leistung hatte er großen Anteil daran, dass sein Verein die Zweitligameisterschaft erreichte und so zum ersten Mal in seiner Vereinsgeschichte in die höchste türkische Spielklasse, in die 1. Lig, aufstieg.
Nach diesem Erfolg mit Petrol Ofisi blieb er nicht bei diesem Verein, sondern wechselte zum Mitaufsteiger Denizlispor. Bei diesem Verein spielte er die nächsten zwei Jahre und zählte während dieser Zeit zu den Leistungsträgern seines Teams.
Zum Sommer 1996 wechselte er mit seinem Vertragsablauf bei Denizlispor zum ambitionierten Ligarivalen Bursaspor. Bei diesem Verein absolvierte er lediglich das Saisonvorbereitungscamp und wurde dann an den Zweitligisten Eskişehirspor ausgeliehen. Nachdem er eine Spielzeit bei diesem Verein verbracht hatte, kehrte er zu Bursaspor zurück. Hier blieb er nicht für die anstehende Saison, sondern wechselte zum Erstliganeuling Ankara Şekerspor. Bei diesem Verein spielte er eine Saison lang und verließ den Verein, nachdem dieser den Klassenerhalt verpasste.
Für die Saison 1998/99 wechselte er in die 2. Lig zu seinem alten Verein Denizlispor. Mit diesem Verein feierte man am Saisonende die Vizemeisterschaft der 2. Lig und damit den direkten Aufstieg in die 1. Lig. Dabei zählte Altıparmak zu den Leistungsträgern der Mannschaft und hatte mit 13 Toren in 32 Ligaspielen maßgeblichen Anteil an diesem Erfolg. Nach diesem Erfolg blieb Altıparmak zwar bei Denizlispor, kam aber in der Hinrunde zu keinem Einsatz.
Nachdem Altıparmak bei Denizlispor nicht mehr eingesetzt worden war, nahm er das Angebot vom Zweitligisten Diyarbakırspor an und spielte bis zum Saisonende als Leihspieler für diesen Klub. Mit diesem Verein verpasste man den direkten Aufstieg in die 1. Lig nur knapp und qualifizierte sich für die Playoffs der 2. Lig, bei denen der letzte und dritte Aufsteiger indirekt ausgespielt wurde. Die Mannschaft erreichte das Play-off-Finale und unterlag hier 0:2 in der Verlängerung Çaykur Rizespor.
Zur neuen Saison blieb er nach dem Vertragsauslauf bei Denizlispor frei und wechselte ablosefrei zum Zweitligisten Elazığspor. Auch bei diesem Verein gelang ihm auf Anhieb der Sprung in die Stammelf und im Nachfolgenden der Aufstieg zum Führungsspieler. Nachdem in seiner ersten Saison bei Elazığspor der Aufstieg in die Süper Lig misslang, erreichte man in der zweiten Spielzeit, der Spielzeit 2001/02, die Vizemeisterschaft der 2. Lig A Kategorisi und den direkten Aufstieg in die höchste türkische Spielklasse. Dabei hatte Altıparmak als Spielmacher mit seinem Vorlagen und seinen 17 Toren in 38 Ligabegegnungen maßgeblichen Anteil an diesem Erfolg. Nach dem Aufstieg in die Süper Lig verlor er seinen Stammplatz und verließ den Verein zum Winter 2002.
Die nachfolgenden Eineinhalb Spielzeiten spielte er für jeweils eine Halbe Spielzeit der Reihe nach für Sakaryaspor, Dardanelspor und Yimpaş Yozgatspor.
Nachdem er die Spielzeit 2004/05 beim Drittligisten Şanlıurfaspor verbracht hatte, wechselte er zum Sommer 2005 zu seinem alten Verein Etimesgut Şekerspor. Mit diesem Verein feierte er zum Saisonende die Meisterschaft der TFF 3. Lig und damit den Aufstieg in die TFF 2. Lig. Nach diesem Erfolg beendete er seine aktive Fußballspielerlaufbahn.

## Trainerkarriere
Im Anschluss an das Ende seiner aktiven Fußballspielerlaufbahn entschied er sich für eine Trainerlaufbahn und übernahm als erste Tätigkeit den Posten des Co-Trainers beim damaligen Zweitligisten Kocaelispor. Hier assistierte er dem Cheftrainer Ümit Kayıhan, mit dem er bereits zu seiner Spielzeit bei Denizlispor zusammengearbeitet hatte.
Zum März 2007 verließ er Kocaelispor und übernahm direkt im Anschluss als seine erste Cheftrainertätigkeit den Istanbuler Drittligisten Kartalspor. Diesen auf dem vorletzten Tabellenplatz befindlichen Verein führte er in den verbleibenden Spieltagen zur Vizemeisterschaft der Drittligaspielzeit 2006/07 und damit zum direkten Aufstieg in die TFF 1. Lig. Mit Kartalspor in die 1. Lig aufgestiegen, avancierte er mit seinem Team zur Überraschungsmannschaft der Hinrunde. So beendete man die Hinrunde auf dem dritten Tabellenplatz mit lediglich einem Punkt Unterschied zum Erstplatzierten Sakaryaspor. In der Rückrunde blieb man hinter den Leistungen der Hinrunde zurück und beendete die Saison auf dem 13. Tabellenplatz. In der Hinrunde der Zweitligasaison 2008/09 befand sich Altıparmak mit seiner Mannschaft immer im oberen Tabellendrittel und beendete die Hinrunde auf dem siebten Tabellenplatz. Trotz dieser guten Platzierung trennte er sich in der Winterpause von Kartalspor und wurde wenig später durch Tolgay Kerimoğlu ersetzt.
Nach seiner Trennung von Kartalspor blieb Altıparmak drei Monate ohne Beschäftigung und übernahm zum März 2009 den Drittligisten Tarsus İdman Yurdu. Diesen Verein führte er in die Playoffs der TFF 2. Lig, in denen der dritte und letzte Aufsteiger per K.-o.-System ermittelt wurde. In den Playoffs erreichte man das Finale, verpasste aber hier durch eine 0:5-Niederlage gegen Dardanelspor den Aufstieg in die TFF 1. Lig. Mit diesem Scheitern im Playoff-Finale verließ Altıparmak Tarsus İdman Yurdu.
In die neue Saison startete er ohne Beschäftigung und übernahm Ende Oktober 2009 den Drittligisten Konya Şekerspor. Nachdem er mit diesem Verein den Aufstieg in die 1. Lig verpasst hatte, betreute er auch den Verein zur neuen Saison. In der neuen Saison lieferte er sich mit Elazığspor ein Kopf-an-Kopf-Rennen und beendete die Hinrunde als Herbstvizemeister. Nachdem sein Verein am Anfang der Rückrunde mit zwei Niederlagen in Folge den Anschluss an den Tabellenführer Elazığspor verloren hatte, trat Altıparmak von seinem Amt zurück.
Vor 30. Spieltag der Zweitligasaison 2010/11 übernahm er den stark abstiegsbedrohten Traditionsverein Altay Izmir. In den verbleibenden vier Spieltagen sammelte er mit Altay vier Punkte und verpasste so den Klassenerhalt. Trotz verpassten Klassenerhalts blieb er auch für die kommende Saison bei Altay. Er betreute Altay bis zum 11. Spieltag und trat dann überraschend von seinem Amt zurück.
Ein Jahr nach seinem Amtsaustritt bei Altay Izmir übernahm er Ende November 2012 den Drittligisten Malatyaspor. Diesen Verein betreute er bis zum 21. Spieltag und trat dann von seinem Amt zurück.
Nachdem er etwa einen Monat ohne Tätigkeit geblieben war, übernahm er Anfang April 2013 den stark abstiegsbedrohten Zweitligisten Kartalspor, jenen Verein, den er vor sechs Jahren in die TFF 1. Lig geführt hatte. In den verbliebenen sechs Spieltagen holte Altıparmak mit seinem Team vier Siege und zwei Niederlagen und sorgte damit dafür, dass die Mannschaft sich die Chance auf den Klassenerhalt bis zum letzten Spieltag bewahrte. Durch die 0:2-Auswärtsniederlage am vorletzten Spieltag gegen den direkten Abstiegskonkurrenten Tavşanlı Linyitspor erlitt die Mannschaft einen Rückschlag im Abstiegskampf. Am letzten Spieltag wurde zwar die Begegnung gegen Karşıyaka SK gewonnen, allerdings siegte auch Tavşanlı Linyitspor. So verfehlte Kartalspor am letzten Spieltag den Klassenerhalt. Nach dem Abstieg verließ Altıparmak den Klub.
Zur neuen Saison übernahm Altıparmak den südtürkischen Drittligisten Alanyaspor. Mit diesem Verein kämpfte Altıparmak über die gesamte Saison mit Altınordu Izmir um die Tabellenführung. Nachdem Altınordu sich aber gegen Saisonende von seinem Verfolgern absetzte und am vorvorletzten Spieltag durch einen neun Punkteunterschied die Meisterschaft sicherte, wurde Alanyaspor Vizemeister und qualifizierte sich für die Play-offs. In der Play-off-Phase schaltete Altıparmaks Team nacheinander Diyarbakır Büyükşehir Belediyespor und MKE Ankaragücü aus. Im Play-off-Finale siegte man mit 4:3 nach Elfmeterschießen gegenüber Hatayspor und kehrte so nach 17-jähriger Abstinenz wieder in die TFF 1. Lig zurück. Anfang Dezember 2014 trat er von seinem Amt zurück.
Im Februar 2015 unterschrieb er bis zum Saisonende beim abstiegsgefährdeten Verein Denizlispor und ersetzte den zurückgetretenen Engin İpekoğlu. Altıparmak verhinderte den bereits sicher geglaubten Abstieg und hielt mit wichtigen Siegen die Klasse. Die nachfolgende Saison 2015/16 begann für ihn und die Mannschaft eher mäßig, da man nach elf Spieltagen nur acht Punkte nachweisen konnte und somit auf dem vorletzten Tabellenplatz lag. Man einigte sich mit dem Vorstand auf eine vorzeitige Auflösung des Vertrags.
Im Mai 2016 wurde er beim neuen Zweitligisten Manisaspor als neuer Cheftrainer eingestellt. Da er sich aber mit der Vereinsführung über einige Themen nicht einigen konnte, trat er im August 2016 wieder von seinem Amt zurück.
Ende April 2017 wurde er beim Drittligisten Gümüşhanespor als neuer Cheftrainer eingestellt. Diesen Verein führte Altıparmak bis ins Finale der Play-offs der TFF 2. Lig, unterlag mit diesem im Finale Büyükşehir Belediye Erzurumspor mit 0:1 und verfehlte knapp den Aufstieg in die TFF 1. Lig. Trotz dieses Erfolges setzten beide Parteien die Zusammenarbeit nicht fort. Altıparmak übernahm daraufhin zur Saison den Zweitligisten Elazığspor. Diesen Klub verließ er Anfang November 2017 und übernahm wenige Tage später den Ligarivalen Büyükşehir Belediye Erzurumspor. Diesen Verein führte er ins Play-off-Finale der TFF 1. Lig und setzte sich in diesem mit 4:5 nach Elfmeterschießen gegen Gazişehir Gaziantep FK durch und sorgte damit für den ersten Erstligaaufstieg der Vereinsgeschichte. Nach dem Aufstieg startete zwar BB Erzurumspor mit Altıparmak in die Saison, löste aber bereits nach etwa 6 Wochen nach gegenseitigem Einvernehmen den Vertrag auf.
Nach etwa zweiwöchiger Beschäftigungslosigkeit wurde er Mitte Oktober 2018 bei Gazişehir Gaziantep FK als neuer Cheftrainer verpflichtet. Auch diesen Verein führte er zum Saisonende zum Play-off-Sieg der TFF 1. Lig und damit zum Erstligaaufstieg, dem ersten der Vereinshistorie. Trotz dieses Erfolges konnte er sich mit seinem Klub auf keiner Vertragsverlängerung einigen. Ende Juni 2019 übernahm er stattdessen den Zweitligisten Akhisarspor.

## Erfolge

### Als Spieler
Mit Gençlerbirliği Ankara
- TSYD-Ankara-Pokalsieger: 1992/93

Mit Petrol Ofisi SK
- Meister der TFF 1. Lig und Aufstieg in die Süper Lig: 1993/94

Mit Denizlispor
- Vizemeister der TFF 1. Lig und Aufstieg in die Süper Lig: 1998/99

Mit Elazığspor
- Vizemeister der TFF 1. Lig und Aufstieg in die Süper Lig: 2001/02

Mit Etimesgut Şekerspor
- Meister der TFF 3. Lig und Aufstieg in die TFF 1. Lig: 2005/06

### Als Trainer
Mit Kartalspor
- Vizemeister der TFF 2. Lig und Aufstieg in die TFF 1. Lig: 2006/07

Mit Alanyaspor
- Play-off-Sieger der TFF 2. Lig und Aufstieg in die TFF 1. Lig: 2013/14

Mit Büyükşehir Belediye Erzurumspor
- Play-off-Sieger der TFF 1. Lig und Aufstieg in die Süper Lig: 2017/18

Mit Gazişehir Gaziantep FK
- Play-off-Sieger der TFF 1. Lig und Aufstieg in die Süper Lig: 2018/19